# ショット (ファッションブランド)

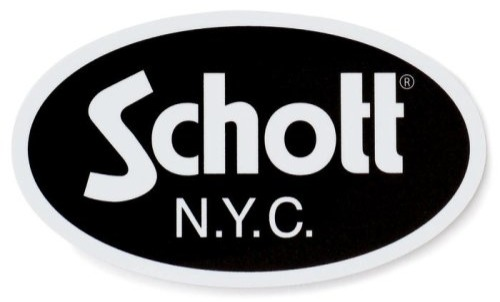
SCHOTT

 ショット （Schott N.Y.C.）は、アメリカの会社、Schott Brosが展開するファッションブランドである。日本では上野商会がショット社からライセンスを取得し、日本市場向けの製品製造・販売をショット本社からの輸入品と合わせて行っている。

## 歴史
1913年、ニューヨークのイーストブロードウェイで、アーヴィン・ショット（Irving Schott）とジョン・ショット（Jack Schott）のショット兄弟によって、レインコート屋として創業された。第二次世界大戦期には軍用のピーコートや A-2フライトジャケットを製造していたが、その後アメリカの警察の制服を製造するようになった。ショット社は1928年に世界で初めてジッパー開閉式のライダース・ジャケット"Perfecto"を製造したことでも知られている。このライダース・ジャケットは1953年に公開された映画「ザ・ワイルドワン（邦題：乱暴者）」の影響で一躍人気商品となった（しかし映画で実際に着用されたのはショットの製品ではない）。日本では1970年に日本公開された映画「イージー・ライダー」の影響によって、広く知られるようになった。

## 日本での販売展開
日本では上野商会が代理店契約を結び輸入販売を行っている。また、ショット社からライセンスも取得し、日本人のニーズ・体型に合った細身シルエットのオリジナルライン商品をデザインし、中国工場で生産したものを日本国内で販売展開している。

## 主な製品

### シングルライダースジャケット
- 641 - ステアハイド製
- 641XX - ステアハイド製
- 141 - オイルドカウハイド製

### ダブルライダースジャケット
- 618 - ステアハイド製
- 118 - オイルドカウハイド製
- 613 - ステアハイド製